# Shahrestān-e Māhneshān
Shahrestān-e Māhneshān (persiska: شهرستان ماهنشان, ماهنشان) är en delprovins (shahrestan) i Iran.   Den ligger i provinsen Zanjan, i den nordvästra delen av landet, 400 km väster om huvudstaden Teheran.
Delprovinsen hade 39 425 invånare 2016.